# Alexis Hocquenghem
Pour les articles homonymes, voir Hocquenghem.
Alexis Hocquenghem (1908-1990)
est un mathématicien français. Il est connu pour sa découverte en 1959 des codes BCH, acronyme des codes Bose-Chaudhuri-Hocquenghem. Cette classe de codes correcteurs d'erreurs porte également le nom de R. C. Bose et D. K. Ray-Chaudhuri, qui ont découvert ces codes indépendamment et ont publié leur résultat peu après, en 1960.

## Biographie
Alexis Hocquenghem est né à Lille le 14 janvier 1908. Après des études au lycée Buffon à Paris, il est reçu troisième à l'École normale supérieure en 1925 à l'âge de 17 ans seulement. Il est agrégé de mathématiques en 1928. 
Marié à Madeleine Deschênes, sévrienne et agrégée de lettres, qui enseigna au lycée Marie-Curie (Sceaux). Ils ont dix enfants, mais seulement six dépassent l'âge de raison. Deux garçons sont polytechniciens, un est normalien, une fille médecin. Un de ses fils, Guy Hocquenghem (1946-1988), est un écrivain connu.  
Hocquenghem est nommé agrégé préparateur à l'École normale supérieure jusqu'en 1933. Il est maître de conférences auxiliaire à la faculté des sciences de Paris (1932-1934), en même temps chercheur au CNRS (1933-1934), professeur au lycée de Brest (1934) puis à Dijon (1937-1941) avec une interruption d'un an pendant la guerre. De 1941 à 1951 il est professeur de mathématiques au lycée Saint-Louis à Paris. En 1951, Alexis Hocquenghem est nommé professeur au Conservatoire national des arts et métiers (CNAM), sur la chaire de Mathématiques générales en vue des applications aux arts et métiers. Il introduit au CNAM l'enseignement de l'analyse numérique et de l'informatique. 
Il est mathématicien conseil pour la SEA (Société d'électronique et d'automatisme) et le CERCO (Centre de recherches et de calculs optiques). C'est dans son activité au SEA qu'il découvre les codes BCH. En 1965 il reçoit, conjointement avec son collègue Paul Jaffard, le prix Victor Thébault de l'Académie des sciences, pour la qualité de l'enseignement qu'ils dispensent au CNAM en collaboration. En 1956 Hocquenghem est nommé chevalier de la Légion d'honneur (promu officier en 1967). Il prend sa retraite en 1978, et est décédé à Nice le 17 avril 1990. 

## Publications
- Alexis Hocquenghem, « Codes correcteurs d'erreurs », Chiffres (Paris), Association française de calcul, vol. 2,‎ septembre 1959, p. 147-156 (ISSN 0245-9922, MR 109766)

Hocquenghem a aussi rédigé de nombreux volumes de Cours et Exercices de mathématiques, parus la plupart en version brochée, aux éditions Riber. Autres livres :
- Alexis Hocquenghem, Paul Jaffard et René Chenon, Mathématiques, t. 1 et 2, Paris, Masson, coll. « Collection du Conservatoire national des arts et métiers », 1975 et 1979 (autres tirages en 1981, 1986 1989, 1992, 1993 , 1993), 5e et 2 éd., xvi+556 p. et  xii+515 (ISBN 978-2-225-81737-3 et 2-225-61556-X, EAN 9782225817373, SUDOC 006217494).

- Alexis Hocquenghem et Serge Hocquenghem, Éléments de mathématiques, Paris, Alpha Bleue, coll. « Cours du Conservatoire national des Arts et métiers », 1984, 7e éd., 362 p. (ISBN 978-2-86469-028-3, ISSN 0990-4948, BNF 34729994, SUDOC 004914597). — Réimprimé en 2000 dans la collection  CNAM/Médias